# Лагутін Юрій Васильович
Ю́рій Васи́льович Лагу́тін (15 лютого 1949 — 30 квітня 1978, Запоріжжя) — український радянський гандболіст, олімпійський чемпіон, заслужений майстер спорту СРСР.
Вихованець тренера Юхима Полонського. Виступав на позиції розігруючого за команди ЗІІ (Запоріжжя) і СКА (Київ).
Лагутін виступав на мюнхенській та монреальській Олімпіадах, граючи за збірну Радянського Союзу. В 1972 році команда завершила змагання на 5-му місці. Лагутін грав у трьох матчах і закинув чотири голи.
На монреальській Олімпіаді Лагутін зіграв тільки в одному матчі, закинувши три голи, але команда виграла золото.
Нагороджений медаллю «За трудову доблесть».